# Rifle XM7
El fusil XM7, anteriormente conocido como XM5, es la variante del Ejército de los Estados Unidos del SIG MCX Spear, un fusil de asalto de 6,8 × 51 mm (0,277 pulgadas), alimentado por gas y alimentado por cargador diseñado por SIG Sauer para el Programa de Armas de Escuadrón de Próxima Generación (NGSW, por sus siglas en inglés) en 2022 para reemplazar la carabina M4 . El XM7 cuenta con un protector de mano M-LOK reforzado de flotación libre para la fijación directa de accesorios en los puntos de montaje del "espacio negativo" (ranura hueca).

## Historia

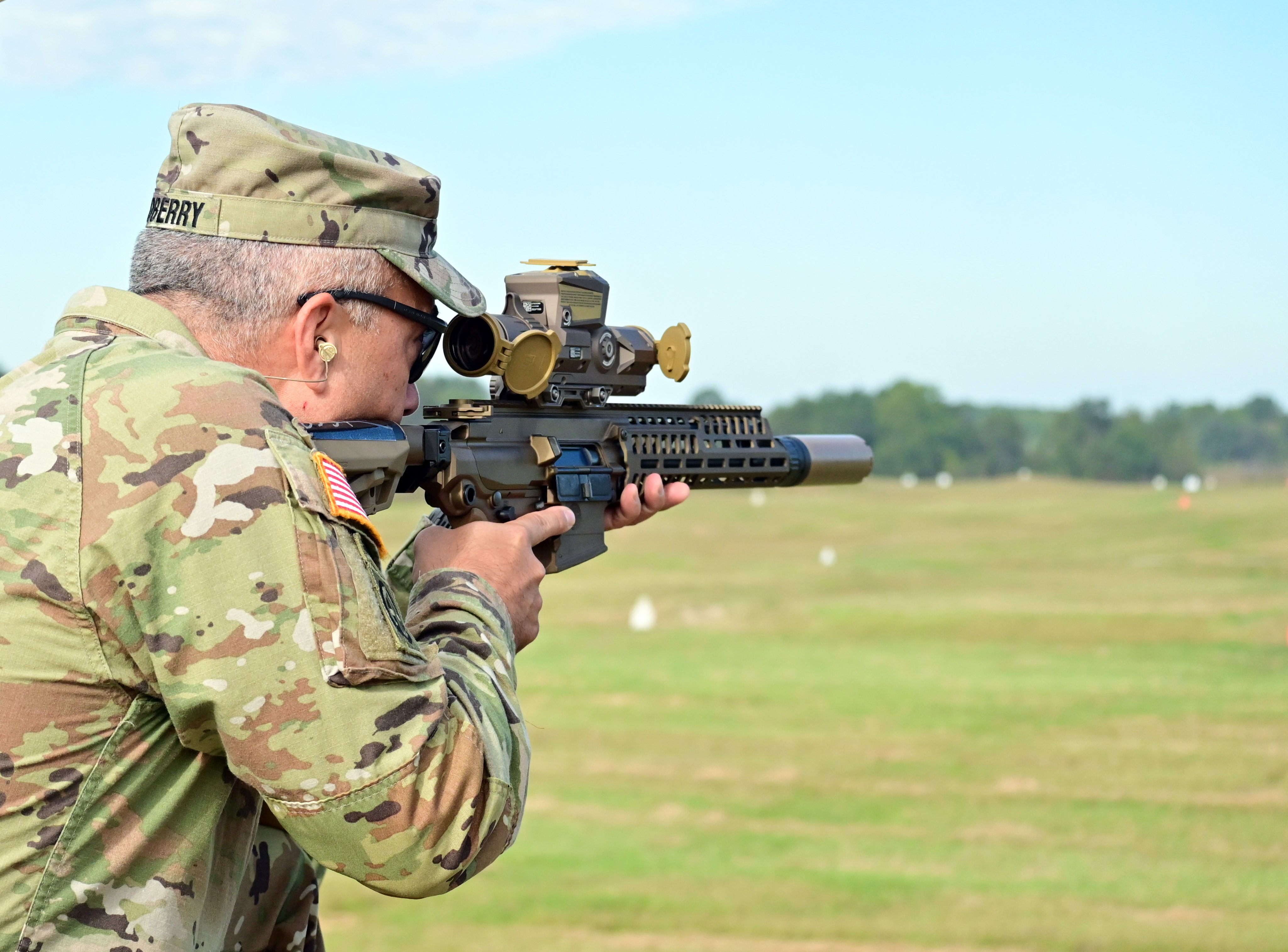
Un coronel estadounidense dispara con un rifle XM7 en 2023.

En enero de 2019, el ejército de los Estados Unidos comenzó el Programa de Armas de Escuadrón de Próxima Generación (NGSW, por sus siglas en inglés) para encontrar reemplazos para la carabina M4 y la ametralladora ligera M249. En septiembre de 2019, SIG Sauer presentó sus diseños. El XM7 está diseñado para disparar el cartucho SIG Fury de 6,8 × 51 mm (0,277 pulgadas) en respuesta a las preocupaciones de que las mejoras en el blindaje corporal disminuirían la eficacia de los proyectiles comunes del campo de batalla, como el de 5,56 × 45 mm OTAN (utilizado en el M4 y M249) y 7,62 × 51 mm OTAN. Army Times lo describe como un "cartucho de calibre intermedio de 6,8 mm". La balística del .277 Fury indica que es probable que se trate de un cartucho de potencia completa, ya que tiene una mayor presión en la cámara, velocidad y energía en el objetivo que 7,62 × 51 mm OTAN.
El 19 de abril de 2022, el Ejército de los Estados Unidos otorgó un contrato de 10 años a SIG Sauer para producir el rifle XM7, junto con el rifle automático XM250, para reemplazar el M4 y el M249-saw, respectivamente; estos números de modelo son los siguientes números secuencialmente a las armas que van a reemplazar. Se planea entregar el primer lote de 25 XM7 y 15 XM250 a fines de 2023. El Ejército planea adquirir un total de 107,000 fusiles y 13,000 ametralladoras para las fuerzas de combate cuerpo a cuerpo, incluidos soldados de infantería, exploradores de caballería, ingenieros de combate, observadores avanzados y médicos de combate; inicialmente no hay planes para entregar las armas a los soldados que no son combatientes. El contrato tiene la capacidad de construir armas adicionales en caso de que el Cuerpo de Marines de los Estados Unidos y las Fuerzas de Operaciones Especiales de Estados Unidos eligen ser incluidos.

## Diseño

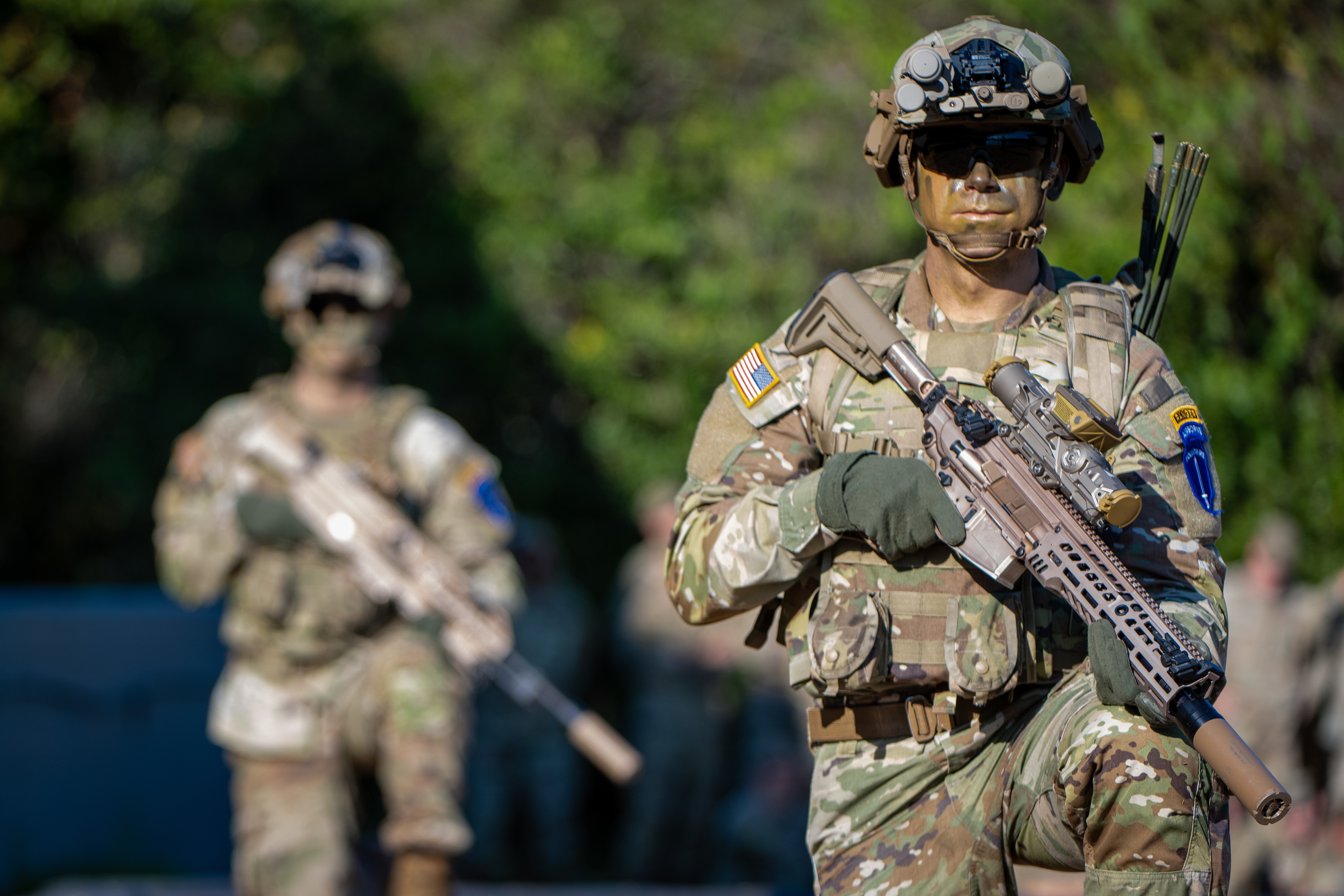
Soldados del 4º Batallón de Entrenamiento de Rangers, equipados con un XM7 el 16 de septiembre de 2022 en Fort Benning, Georgia.

El XM7 fue inspirado en el fusil de la marca SIG MCX SPEAR cuyo peso es de 3,80 kg, o 4,46 kg con un supresor, y tiene una carga de combate básica de 140 rondas distribuidas en siete cargadores de 20 rondas que pesan 4,4 kg. En comparación con el M4A1 que pesa 2,88 kg sin protección con una carga de combate básica de 210 cartuchos en siete cargadores de 30 cartuchos que pesan 3,4 kg, el XM7 pesa alrededor de 0,91 kg más y un fusilero lleva aproximadamente una carga de 1,8 kg más pesada con 70 rondas menos.
Las pruebas operativas del fusil XM7, la ametralladora XM250, la plataforma óptica de control de fuego XM157 y el armamento del escuadrón de municiones de 6,8 × 51 mm comenzarán en 2024 y no garantizan que se vayan a fabricar masivamente en el futuro.

## Reseñas
Aunque aún no ha sido entregado a las tropas estadounidenses, el fusil ya ha tenido varias críticas. Su munición nueva y más poderosa también es más pesada y voluminosa que la 5.56. Esto restringe los cargadores de dimensiones similares a los actuales cargadores STANAG de 30 cartuchos utilizados, entre otros, por el M4 a una capacidad máxima de 20 cartuchos. Además, son más pesados, lo que significa que un soldado de infantería que lleve el mismo número de cargadores que antes, es decir, 7, llevará unos 2 kilos de munición más por 70 cartuchos menos. A esto se suma el peso del fusil, que ya supera, en vacío, al de su antecesor. A cambio son efectivos a 600m en vez de 300m (este requisito de alcance efectivo tiene su origen luego de las experiencias de combate de la Guerra de Afganistán, donde a 400m los talibanes alcanzados en el pecho no eran incapacitados).